# Савинки (Наровчатський район)
Са́винки (рос. Савинки) — село складі Наровчатського району Пензенської області, Росія.
Населення — 213 осіб (2010; 219 у 2002).
Національний склад станом на 2002 рік:
- росіяни — 100 %